# N-squelette
Cet article court présente un sujet plus développé dans : CW-complexe et Polytope.
 (septembre 2023).
Si vous disposez d'ouvrages ou d'articles de référence ou si vous connaissez des sites web de qualité traitant du thème abordé ici, merci de compléter l'article en donnant les références utiles à sa vérifiabilité et en les liant à la section « Notes et références ».

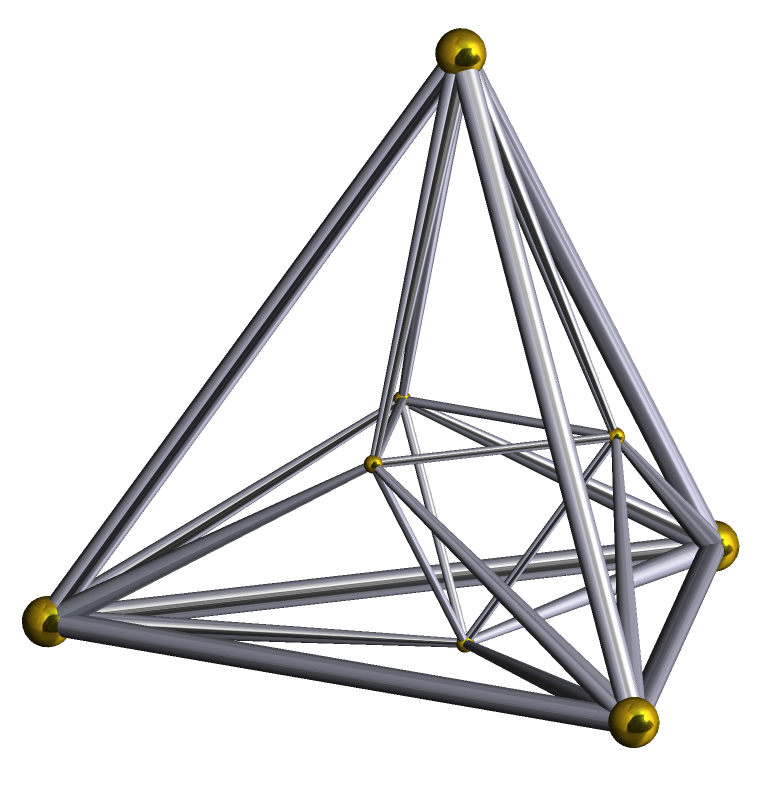
Le diagramme de Schlegel permet de visualiser le 1-squelette de cet hexadécachore, polytope de dimension 4.

En mathématiques, on définit le n-squelette, ou squelette d'ordre n de certains objets construits avec des blocs des différentes dimensions : les polytopes de la géométrie affine, les CW-complexes de la topologie algébrique. Le squelette d'ordre 0 est formé des sommets, celui d'ordre 1 des sommets et des arêtes, et de façon générale le squelette d'ordre n est formé de la réunion des cellules d'ordre inférieur ou égal à n.